# کانی‌سنجود
کانی‌سنجود، روستایی از توابع بخش مرکزی شهرستان شاهین‌دژ در استان آذربایجان غربی ایران است. زبان گفتاری مردم این روستا کردی سورانی با لهجه مکریانی می‌باشد. در شمال شرقی روستای کانی سنجود کوه فرهاد تاش قرار دارد.

## جمعیت
این روستا در دهستان محمودآباد قرار دارد و براساس سرشماری مرکز آمار ایران در سال ۱۳۸۵، جمعیت آن ۴۰ نفر (۸خانوار) بوده‌است.